# Dialektikus logika
A dialektikus logika a marxista dialektikus és történelmi materializmus gondolkodás-módszertani elmélete, mely szoros kapcsolatban áll más természet- és társadalomtudományi szakágazatokkal. Mivel a marxista materializmusnak, mint tudományos megközelítési formának a módszere maga a dialektika - tehát egy nem dialektikus marxizmus nem létezik, ezért a marxista materializmust dialektikus materializmusnak hívják anélkül, hogy a marxista jelzőt külön kitennék. Mint alább kiderül, a materializmus, az anyagelvűség történelmileg lehet nem marxista is, nem dialektikus, például mechanikus materializmus is, sőt el lehet képzelni olyan materializmust, amely egy természetfeletti lényt, mint teremtőt zárójelbe tesz, s magát a világot materialista módon fog fel. A teológiából ismert az un. dialektikus teológia is, amely liberális teológia ellentételezéseként jött létre. A dialektikus (marxista) materializmus tárgya az objektív világban, s természetesen a társadalomban végbemenő fejlődés és változás minél hívebb gondolati, fogalmi tükröződése, ennek formái és törvényei, az igazság megismerésének törvényszerűségei.  Nem veti el a formális logikát, hanem körülhatárolja azt, mint a logikai gondolkodás szükséges, de önmagában nem elégséges formáját. (A formális logika jelenthet klasszikus logikát, nem dialektikus - az az skolasztikus logikát, elemi szintű logikát, mindenféle logikát, ami nem marxista stb.) A dialektikus logika tudományként határozza meg magát, tehát az ember számára nem közvetlenül adott, hanem módszertanilag elsajátítandó. Mint ilyen szerves ellentmondásban van a mindennapi gondolkodással, a tapasztalással, de ezen utóbbi nélkül nem létezhetne. A mindennapi gondolkodás alapvetően nem fogalmi, mert telve van képzetekkel és érzelmekkel. A mindennapi szóhasználatban a logika/logikus szót valaminek a következetes, okszerű, szükségszerűnek tűnő voltára alkalmazzák: valami valamiből logikusan következik. A dialektika egyébként görög szó, és eredetileg a vitatkozás művészetét vagy tudományát jelentette, amennyiben két vitatkozó fél úgy kívánta bizonyítani igazságát, hogy a másik állításainak ellentmondásaiba kapaszkodott bele. Ilyetén szubjektív, vagyis antropomorf formájában elválaszthatatlan a retorikától. (Dielegen = érvekkel szólni.) Egészében véve a dialektikus logika tehát olyan logikát jelent, amely a világ végső materialista meghatározottságán alapul, a világban végbemenő természeti és társadalmi folyamatokat szüntelen mozgásban, fejlődésben, kölcsönhatásban, átmenetekben és pusztulásban szemléli, szükséges gondolati lépéseket fogalmaz meg a megismerés, a szellem- és a természettudományok számára, egyáltalán véve szigorúan meghatározott tudományos (fogalmakkal operáló) szemléleti mód. A dialektikus logika a megértés eszköze is. A dialektikus logika kategóriáinak a világ mozgásban való szemléletéhez kell igazodnia, tudomásul véve, hogy a világ jelenségeit a maguk egészében soha nem foghatjuk fel teljesen. Alapfeltételezése tehát összefoglalóan, hogy a világ minden eleme keletkezett és elpusztul, állandó mozgásban van, a mozgásnak ez a tulajdonsága egyfelől megváltoztathatatlan adottság, a világban létező minden természeti és társadalmi entitásra kiterjed. A hegeli-marxi logikának közös vonása, hogy a világegészet, vagyis annak földi részét pozitíve szemléli, azaz mind a természetet, mind a társadalmi létet, formációkat, mind a gondolkodást (a filozófiát és benne  a logikát) valami jobb felé közelítőnek tartja. Megismételve: optimista az emberiség sorsát illetően. Ez a logikára annyiban hat ki, hogy olyan fogalmi formulákat keres, amelyek alkalmasak s egyben hitelesek eme pozitív fejlődési irány felmutatására. Feltételez tehát egy olyan gondolkodási rendszert, amely megérti az emberi fejlődést és azt a maga bonyolultságában képes tükrözni. Hegelnél ez a folyamat az Abszolút szellem (Isten) működése, Isten visszatalálása önmagához és ezáltal megvalósulása az emberiség működésében. Marx esetében a dialektikus logika, a dialektikus materializmus tartalmilag és gondolatilag a "kommunizmus"-nak nevezett társadalmi rend felé mutat, amelynek itt kell megvalósulnia a földön.
A logikának, amennyiben híven akarja tükrözni, szellemileg, fogalmilag leképezni a jelenségeket a gyakorlatból kell kiindulnia és oda kell visszaérkeznie. Az érzékelésnek objektív törvényei vannak, illetve az érzékelés mind a gyakorlat, mind a fogalmi gondolkodás számára reális alapot teremt, a helyes érzékelés próbája a gyakorlat. A dialektikus logikának módszertanilag igazodnia kell az anyag mozgásához, belső tagoltságához. A logika a különféle szaktudományoktól természetesen elkülönül, de ezen elkülönülés maga is dialektikus, amennyiben a dialektikus logika bázisát a gyakorlat és a szaktudományok, valamint a mindennapi gondolkodás, praxis jelenti, másfelől viszont például a szaktudományok nem lehetnek meg a logika nélkül vagy éppen a dialektikus logika nélkül, a szaktudományok kifejtése csak egy választott logikai szerkezetre építhető fel, amikor tárgyukat meg akarják értetni. Itt nem tárgyalandó kérdésként fel lehet vetni, hogy a marxizmus (marxizmus-leninizmus) mint mozgalom, milyen viszonyban van a tömegek mindennapi gondolkodásával.

## Előzményei
Az emberi gondolkodás törvényeinek vizsgálata során az ókori filozófia óta a formális (szofisztikus) logika volt az uralkodó, részben azért is, mert az egyetemes összefüggések belátásához, a világ működésmódjának megértéséhez nem állt rendelkezésre elegendő anyag, a szaktudományok még embrionális állapotban voltak. A fejletlen szaktudományoknak, adott társadalmi viszonyoknak, a szinte mindent átható istenhitnek a formális logika felelt meg, mint a filozófia egyik ágazata. A dialektikus logika potencia volt, mint magban a növény. Már az antik görög filozófiában, Hérakleitosz, Zénón, Platón, Arisztotelész (Organon. Hat logikai tanulmány.) munkásságában megjelentek a dialektika és a dialektikus logika elemei. Hegel a dialektika megteremtői közé sorolja Szókratészt is, akinek iróniáját a dialektika egy formájának tekinti. A 17. századtól a fejlődő természettudományos gondolkodás kikényszerítette, hogy a logika ne zárkózzon el a gondolkodás tárgyától, a valóságtól, azaz ne csak a „tiszta gondolkodás” törvényszerűségeit vizsgálja, hanem hozza összhangba a gondolkodás és a tudományos megismerés elveit és módszereit. Ez a törekvés megjelent már Bacon, majd Descartes, Leibniz munkásságában is.
A legvilágosabban a klasszikus német filozófiában jutott kifejezésre eme tendencia. Kant az általános formális logikától megkülönböztette transzcendentális logikát annak alapján, hogy az utóbbi nem vonatkoztat el a társadalomtól, és az ismeretek fejlődését tanulmányozza. Hegel a saját idealista (miszticista köntösbe öltöztetett) filozófiája, dialektikája keretében részletesen kidolgozta a dialektikus indíttatású logika rendszerét is, mindazon által Engels Hegel dialektikáját "kolosszális koraszülöttnek" nevezte. Engels Hegel dialektikájának hibáit kevésbé fontosnak tekintette ahhoz képest, hogy a német filozófus a világot történetileg kezdte vizsgálni (az abszolút szellem önmagába való visszatérésének történeteként), hogy egyáltalán felvetette az ellentmondások által mozgatott történetiség kérdését. A hegeli dialektikus módszertan, amely radikálisan különbözött a francia mechanikus dialektikától, alapul szolgált Marx Tőkéjéhez, egyes állítások szerint a Tőke nem is érthető meg igazán a hegeli dialektika (logika) ismerete nélkül. Ugyanakkor Marx természetesen homlokegyenest más alapokra, vagyis materialista, gyakorlati alapokra helyezte a hegeli dialektikát. Innen ered az a "bon mot", hogy Marxnak a talpára kellett állítani Hegel eszmerendszerét. A hegeli dialektika (logika) problematikus voltát Marx a Gazdasági-filozófiai kéziratokban így fogalmazza meg. Mivel Hegelnél minden emberi tevékenység csak mint gondolati tevékenység jelenik meg, az ember valóságos tettei gondolati leképeződésükben mintegy megsemmisülnek, az emberi cselekedetek tartalom nélkülivé válnak, s gondolati reflexiójuk is kiüresedik. "Ezek (a gondolati képek) ennélfogva a tartalommal szemben közömbös, ezért minden tartalommal szemben közömbös, ugyanakkor éppen ezért minden tartalomra érvényes elvonatkoztatási formák, a gondolkodási formák, a logikai kategóriák, elszakítva a valóságos szellemtől és a valóságos természettől... Az egész logika tehát annak bizonyítása, hogy az elvont gondolkodás magáért-valóan semmi, az abszolút eszme magáért-valóan semmi, hogy csak a természet valami." A hegeli logika tehát saját maga tagadása. Meg kell jegyezni, hogy Marx a dialektikus logikát számos helyen a természettudomány értelmében alkalmazza, mint annak jeléül, hogy a hegeli logika megfelelő alkalmazásával az ő közgazdasági kutatásának eredményei természettudományos szinten jelennek meg, vagyis a társadalmi törvények természeti erőként kezdenek működni. A Tőkében így ír: "A pénz- vagy árutulajdonos csak akkor változik át valóban tőkéssé, amikor a termelésre előlegezett minimális összeg messze felette van a középkori maximumnak. Itt, akár a természettudományban, igazolódik ama törvény helyessége, melyet Hegel fedezett fel Logikájában, hogy pusztán mennyiségi változások egy bizonyos ponton minőségi különbségekbe csapnak át." (Tőke, id. kiadás, 290. o.) A hegeli-marxi megjegyzés erősen utal a dialektikus logika anyagi tartalmára, vagyis arra, hogy itt nem afféle szellemi bűvészkedésről van szó.
A dialektikus logika módszereinek ismerete nem helyettesíti az ember elvonatkoztatási képességét. Ez a képesség az ember antropológiai tulajdonságaival - a fejlődés bizonyos fokától adott, mégis teljesen világos, hogy a tudományos fejlődés, a kultúra állapota által meghatározott. Ekképpen a dialektikus materializmus, a dialektikus logika maga is vívmány.

## Tartalma
A dialektikus logika tartalmi logika, amennyiben a gondolkodás törvényeit visszavezeti az anyagi valóság "működésmódjára" és ezt híven képezi le, vagyis a kor, korunk megismerési viszonyaihoz képest híven. < ! - - Hegel figyelmeztet rá, hogy az ismeretelméletbe rejtett szkepticizmussal a filozófiát (a logikát) nem lehet semmissé tenni, mert a megismerés természetének megismerése is előfeltételekhez kötött, a megismerést kiismerni, elfogadni vagy elutasítani csak gyakorlati úton lehet. "Megismerni akarni azonban, mielőtt megismerünk, éppoly képtelen, mint ama skolasztikusnak bölcs szándéka, aki úszni akar tanulni, mielőtt a vízbe merészkedik." A Logika, 46. o. A visszavezetés szó jelen esetben kissé iskolásan hangzik, már csak azért is mert nem egyirányú folyamatról van szó. A tartalmi logika kifejezés azt is jelenti, hogy a logikai műveletek alkalmazásának tárgyilag, materiálisan "igaz", igazolható eredményekre kell vezetni, de természetesen sem örök igazságokról, időtlen értékekről, ténymegállapításokról nincs szó, sem arról, hogy bármely tartalmat ne lehetne vita tárgyává tenni. Mindenesetre ez a (talán nem egészen szerencsés megnevezés) összekapcsolja a dialektikus logikát az igazságelméletekkel és egyéb filozófiai problémákkal. Mivel ezen szócikk keretében természetesen nem lehet kitérni minden, a dialektikus logikával kapcsolatos fogalomra, s persze mivel a marxizmus körén belül lévő tudományról beszélünk, a Tőke I. kötetéhez csatolt index alapján érdemes felidézni, hogy Marx milyen összefüggésekben foglalkozik ezen közgazdasági műben a dialektikával:
- az elvonatkoztatás, a gazdasági formák elemzésének módszere
- a dialektikus módszer
- az előadási mód és a kutatás módja
- a hegeli dialektika
- az eszmei és az anyagi
- mennyiség és minőség
- az értéktükör és az emberi tudat kialakulása
- reflexiós meghatározások
- megjelenési forma és tartalom
- eldologiasodás
- az emberi élet formáin való elmélkedés (a valóságos fejlődéssel ellenkező úton indul el)
- a politikai gazdaságtan kategóriái
- alap és felépítmény
- annak a formának a megteremtése, amelyben az ellentmondások mozognak (az egyetlen módszer, amellyel a valóságos ellentmondások megoldódnak)
- ember, munka és természet
- az elvont természettudományos materializmus és a tudomány materializmus
- gondolkodási módszer és termelési mód
- a magántulajdon dialektikája
- Spinóza ("minden meghatározás tagadás is egyben) formulája
- a "hasznossági elvről"
Fenti bekezdések kifejezett a dialektikára vonatkoznak, de nyilvánvaló, hogy Marx minden problémát a dialektikus módszer illetve a dialektika, a dialektikus logika égisze alatt vizsgál, hogy csak egy problémát említsünk, az index az Okság címszó alatt említi annak dialektikus elemzését.
A dialektikus logika művelői szerint mivel a végtelen anyagi világ állandó mozgásban és fejlődésben van (s ugyanakkor halad pusztulása felé), a gondolat formáinak, a fogalmak, a kategóriák alkalmazása során ezt figyelembe kell venni. A dialektikus logika fő feladata a mozgás, a fejlődés, a megszűnés, a pusztulás, egyáltalán a jelenségek belső ellentmondásai, a külső összefüggések és meghatározottságok fogalmi kifejezhetőségének vizsgálata. Tárgyának másik része a megismerés folyamatának, történetiségének, sajátosságainak tanulmányozása. A dialektikus logikának tehát marxista ismeretelmélet nélkül hiányt szenved. A dialektikus logika a megismerést visszavezeti a mindenkori társadalmi és termelési viszonyokra, a társadalmi szükségletekre és feltételezi, hogy végső soron létezik a közvetlen érdekektől független, kritikai tárgyilagos érzékelés, megfigyelés. (A problémával Lenin kimerítően foglalkozott Empíriokriticizmus c. közismert művében.) A marxizmus-leninizmuson belül a megismerésben különösen fontos szerepet tulajdonítanak a tágabb értelemben vett osztályérdekeknek, amennyiben meghatározott osztályérdekek eltorzíthatják a megismerés folyamatát, mint ahogy a fejlődésben lévő osztályok érdekei éppen hogy segítik a megismerés objektivitásának erősödését, a stagnáló, hanyatló osztályok viszont bizonyos értelemben gátolják De. mint később Marx megjegyzi a Tőkében, még a burzsoázia sem engedheti meg magának, hogy teljesen elhomályosítsa maga előtt az igazságot (például az érték- és árviszonyokat tekintve). Engels sokat foglalkozik a dialektikus logika történetével, kérdéseivel az Anti-Dühring c. művében. Szemléltetendő, hogy mi a nem dialektikus logika, illetve, hogy mire kell, idézni lehet Eugen Dühringet, aki örök, mondhatni emberfeletti morális értékekről beszél. Ezt a kijelentést, és az ehhez hasonlókat dialektikus logikával bizonyítani nem lehet, mint ahogy a dialektikus logikával az sem vezethető le, hogy például az egyidőben létező, egymás ellen küzdő osztályok morális értékei között ne lenne szerves, ellentmondásos kapcsolat.
A dialektikus logika fejlődése, illetve kifejlődése szorosan összefügg a természettudományok jelentőségének növekedésével, a polgári társadalom vonatkozó szükségleteinek kibontakozásával, s persze azzal is, hogy mind világosabbá vált, a társadalmi fejlődés elképzelhetetlen az osztályok harca nélkül (tudományos szocializmus kibontakozása). Ebben a tekintetben sokat jelentett maguknak a társadalomtudományoknak a szaktudománnyá válása, a szaktudományok differenciálódása, a szociálpszichológia (kísérleti pszichológia) illetve a globális információáramlás, a tömegkommunikáció megjelenése. A dialektikus logika csak igen lassan tudta kiszorítani, s tulajdonképpen még ma sem szorította ki teljesen a metafizikus logikát. "A metafizikus számára a dolgok és gondolati képmásaik, a fogalmak elszigetelt, egymás után és egymás nélkül szemügyre veendő szilárd, merev, egyszer s mindenkorra adott tárgyai a vizsgálatnak. A metafizikus csupa közvetítés nélküli ellentétekben gondolkodik..." - szögezi le Engels az Anti-Dühring elején. Ez a gondolkodásmód történelmileg lehet indokolt, de mindig beleütközik saját korlátaiba, a poláris ellentétek feloldására képtelennek bizonyul, vagy pedig lapos, közhelyszerű kompromisszumokba menekül. Ennyiben egyáltalán nem lehet megbízni az un. "józan paraszti észben" vagy másképpen szólva a mindennapi gondolkodás "igazságaiban". de a vulgarizáló, fejletlen tudományos megközelítésekben sem. Mint Marx mondja: "Az emberi élet formáin való elmélkedés, tehát tudományos elemzésük is, általában a valóságos fejlődéssel ellentétes irányban indul el. Post festum (utólag) és ennélfogva a fejlődési folyamat kész eredményeivel kezdődik. Azok a formák, amelyek a munkatermékekre rányomják az áru bélyeget és ezért az áruforgalom előfeltételei, már a társadalmi élet természeti formáivá szilárdulna, mielőtt az emberek próbálnak maguknak számot adni, nem is e formák történelmi jellegéről... hanem tartalmukról..." (Id.mű, 80. o.) Mindennek alapján teljesen világos, hogy a dialektikus módszer, vagy a tartalmi dialektika nem alkalmazható tetszőlegesen kiválasztott tárgy tetszőleges pillanatban lévő állapotának elemzésére, hanem csak akkor, ha a vizsgálandó tárgyat keletkezésében, mozgásában, összefüggéseiben kezdjük elemezni, s ezen az alapon kísérjük végig sorsát, tisztázzuk, hogy miért keletkezett, miből keletkezett, hogyan rögzült, tartalma és formája között milyen a viszony stb. A kezdőponthoz való eljutás, magának a tárgynak a körülhatárolása absztrakció eredménye. A dialektikus módszer vagy dialektikus logika alkalmazásának tehát előfeltételei vannak, mely előfeltételek maguk is a dialektika, például a tudomány és az ipar, a közgazdasági gondolkodás fejlődése során ideológiai harcban alakulnak ki. A dialektikus logika tartalmi, természettudományos bizonyítékát a legszemléletesebben Darwin munkássága bizonyította még a XIX. században, amikor a biológiai fejlődéstan és kategorizáció tudományát forradalmasította. A természettudományokból kiindulva Engels kijelenti: "A világ-egésznek, fejlődésének és az emberiség fejlődésének, valamint az e fejlődésről az emberek fejében kialakuló tükörképnek az exakt ábrázolása tehát csak dialektikus úton, a létrejövés és elmúlás, az előre- vagy visszalépő változások általános kölcsönhatásainak állandó tekintetbevételével jöhet létre." (Uo.)
A metafizikus logikát nem szabad összekeverni a formális logikával, amely ma a logikának egy ága, de nem feltétlenül ellenfele a dialektikus logikának. Engels egyértelműen utal rá, hogy a szaktudományok számának és eredményességének növekedésével a filozófia, mint "helyettes, fölérendelt szaktudomány" lényegében mind inkább feleslegessé válik, viszont a dialektika, a logika mind fontosabb lesz.
A dialektikus logika a korábbi mechanikus logikához viszonyítva megszünteti az analízis és szintézis, az indukció és a dedukció, az empirikus és a teoretikus merev megkülönböztetését és szembeállítását; ezeket a fogalmakat is egymást átható ellentéteik és kölcsönös feltételezettségük, illetve valóságos bázisuk vonatkozásában vizsgálja. Ez Engelsnél is megjelenő gondolat. Mint írja: "Analízis nélkül nincs szintézis... A gondolkodás... csak azokat a tudatelemeket foglalhatja össze, egységbe, amelyekben... ez az egység már előzetesen fennállt." (Uo.)
A dialektikus logika. azaz a materializmus conditio sine qua non-ja (megkerülhetetlen előfeltétele) az absztrakttól a konkrét felé való felemelkedés, a konkrét elméleti rekonstruálásához való eljutás. A helyes logikai lépések, a logikai követelmények betartása, elvszerű, de kreatív alkalmazása magának a logikának az alkalmazási területe. A konkréten (mely maga is logikai fogalom) a valóságos létező alanyt (szubjektumot) értjük, ami a vizsgálat tárgya, s mint ilyen a valóságban funkcionáló összetett egész. Nagy hangsúlyt kell helyezni a szubjektum összetettségére, bármi legyen is ez a szubjektum. Mint ismeretes az anyag mind "befelé", mind külső összefüggéseiben végtelen. Egész pontosan eme végtelenség funkcionálisan végességgé változik. A társadalom esetében a látszat azt mutatja, hogy az alanynak tekintett entitás egy megszakíthatatlan oki és összefüggésbeli láncolatban helyezkedik el, ennyiben az un. "pillangó hatás" a valóságos összefüggések hazárd megközelítése. A gondolkodási folyamat tárgyát a végtelen összefüggési láncolatból ragadjuk ki, ami a gyakorlati tevékenység eredménye. Más szóval egy szubjektum határait előbb gyakorlatias alapon határozzuk meg, majd véglegesítjük, netán kiterjesztjük a részekre bontással egyidőben. Az analízis során a konkrét valamit, hogy megérthessük elemeire bontjuk, vagyis konkrét mivoltát időlegesen megszüntetjük és részek összességének tekintjük, mikor is a részeket vesszük vizsgálat alá - nem megfeledkezve arról persze, hogy az elszigeteltség csak viszonylagos. A konkrétet tehát részeinek vizsgálata által absztrakttá tesszük, ugyanakkor a részek úgy jelennek meg, mintha maguk is konkrétként lennének tételezve, s a vizsgálat folyamán ténylegesen azok is. Ha csak a társadalomtudományokra gondolunk, azonnal megvilágosodik, hogy milyen súlyos nehézségekkel jár a részekre bontott egészből gondolatilag rekonstruálnunk magát a konkrét egészet, mely konkrét egész maga a valóságos társadalom, pontosabban annak valamely osztálya, nem elszakítva más osztályok lététől - immár gondolatilag kifejezve. Ebben az elmerülő és emelkedő mozgásban csak relatíve "helyes" gondolati eredményre juthatunk, vagyis a rekonstruált konkrét, mint igaz, sosem lesz teljesen szinkronban részeinek összességével. Ez a diszkrepancia motorja a mindennapi és a tudományos gondolkodásnak. Ebben az értelemben az olyan társadalmi fogalmak, mint a "munkásosztály", a "kapitalizmus", a "szocializmus" stb, konkrét valóságos létezésükben sohasem hozhatók teljesen azonos szintre az elméleti konkrét kifejeződésükkel. A társadalmi viszonyok "elméleti" rendezése, feltérképezése, egy összkép kialakítása messzemenően nem azonos eme társadalmi viszonyok empirikus megjelenésével. Ebben az értelemben mondotta Marx, hogy a valóságos munkásmozgalom minden tényleges lépése többet ér, mint száz elméleti eredmény. Más szóval, adott valóságos lépés az elméleti konkrét kontrollja és kritikája. Logikai képtelenség és illuzórikus tehát az eszmék tökéletes megvalósulásáról beszélni, miközben a dialektikus logika megtagadása a helytelen analízisből következő hamisan rekonstruált összkép. Így az a megállapítás, hogy a konkréttől absztrahálunk, majd a részek dialektikus összeillesztése után kísérletet teszünk a konkrét elméleti rekonstruálására maga is absztrakció, de az öntudatra ébredt gondolkodás önmagára reflektáló absztrakciója, amennyiben elismeri tökéletlenségét, korlátozott érvényességét. Mindebből az is következik, hogy a dialektikus logika "alkalmazása" nem jelent igazán garanciát a helyes következtetések elérésére, és semmiféle logikai dogmatizmus ("kreativitás") nem válthatja ki a valóságos cselekedetek eredményességét, és semmi létezőt nem ment meg a pusztulástól, vagy ahogy Hegel mondja a Logikai enciklopédiában: "Minden végesnek sajátja, hogy megszünteti önmagát." Marxnak tökéletesen igaza volt, amikor azt mondotta, hogy bármely társadalmi rendszer csak akkor érthető meg igazán, ha már megszűnt létezni, hiszen akkor körül olyan nyugvó állapotba, amikor már viszonylag tárgyilagosan lehet részeire bontani és újra összerakni. Másként áll a helyzet azonban a dialektikus logika érvényességével a természettudományokban.
A dialektikus logika magának a gondolkodásnak az öntudatra ébredése, és egyben a klasszikus értelemben vett filozófia sírásója, azaz a dialektikus logika, mint a gondolkodás alaptörvénye a valóság alakulásával egybevágó irányban halad, mint módszer fejlődhet, de önmaga ellen nem fordulhat, már csak azért sem, mert az anyagi valóság mozgását képezi le. A dialektikus logika nyitott rendszer, az objektív realitás bázisán. Mivel az összefüggések rendszere mind a társadalomban, mint a természetben egyre bonyolultabbá válik, a dialektikus logika is mind több szempontot kell, hogy figyelembe vegyen. Mint Engels mondja: "A természet és történelem megismerésének egy mindent átfogó, egyszer s mindenkorra lezáró rendszere ellentétben áll a dialektikus gondolkodás alaptörvényeivel, ami azonban a legkevésbé sem zárja ki, hanem ellenkezőleg magában foglalja, hogy az egész külső világ rendszeres megismerése nemzedékről nemzedékre óriáslépteket tehet." (Uo.) A dialektikus logika ellentéte, mint arra már utalás történt, a mechanikus logika, vagy ahogy Hegel nevezi, a szofisztika. "Ennek lényege épp abban van, hogy egyoldalú és elvont meghatározásokat elszigeteltségükben érvényesít az egyénnek és különös helyzetének mindenkori érdeke szerint."  Ezen idézetből látható, hogy Engels dialektika-meghatározása erősen támaszkodott a Hégelére.
A dialektikus logika, amennyiben fejlődőképességét adottnak vesszük, általános, materialista alapokon nyugvó logikai, gondolkodás-módszertani (s ezen belül kutatási) elmélet, az emberi megismerés általános bázisa, amelybe szervesen beilleszthetők a részleges és konkrét logikai elméletek, ha ezek objektíve nem tagadják a materializmust, tehát megmaradnak a Herakleitosz által kijelölt nyomvonalon. Nem szabad azt gondolnunk, hogy mindez természetes, mert magától értetődően számtalan olyan polgári filozófiai nézet van, amely lényegében tagadja a materialista logikát, dialektikát. Ezek szerint a dialektika nem több, mint vitatkozási módszer, vagyis a dialektikának nincs időbeli vonatkozása (McTaggart). Adorno és Horkheimer szerint pedig a dialektika tulajdonképpen azonos a történelem menetével, és ebben az értelem a történelmi optimizmus mindig történelmi barbarizmusba fordult át. "A dialektika lényege tehát úgy jellemezhető, hogy volt egy ígéret, amely aztán átfordult a maga ellenkezőjébe. A felvilágosodás így - következményeit tekintve, totalitariánus. A világ a felvirágzás helyett a barbárságba zuhant."  Vagy-vagy,
Fentebb említett filozófusokkal szemben érdemesnek látszik bemutatni, hogy Marx miképpen alkalmazta munkássága kezdetén a hegeli logikát, s változtatta át azt tartalmi logikává. Marx Hegellel szemben nem az Abszolút szellem mozgásáról beszél, amely önmagában hajtja végre a dialektikus mozgás, hanem tőke és munka, tehát valóságos dolgok ellentétérő, mozgásáról, ellenséges viszonyuk dialektikus és szükségszerű kialakulásáról. Ebben az értelemben a szükségszerűség tulajdonképpen a dialektika tanítómestere, mert az okozatiság, az egymásból következés. a kölcsönös átmenetek, kölcsönhatások a szükségszerűségbe van beágyazva. Azok a kategóriák, amelyekkel Marx dolgozik, már létező kategóriák, viszont a társadalmi viszonyok a dolgok előrehaladása által bontakoznak ki, alakulnak. Közben a kategóriák tartalma is változandó, mígnem eljutunk az osztályharc-elmélet logikai alapjaihoz, az osztályharc gyakorlati szükségszerűségéhez. Az idézet a Gazdasági-filozófiai kéziratokból való, a Magántulajdon viszonya c. részből. A Kéziratok előkészülést jelentenek későbbi Marx tanulmányokhoz:
"A magántulajdon viszonya munka, tőke és a kettő vonatkozása. A mozgás, amelyen e tagoknak át menniük a következő:
Először - kettő közvetlen egysége.
Tőke és munka előbb egyesítve: aztán szétválva és elidegenülve ugyan, de egymást kölcsönösen mint pozitív feltelek emelve és előmozdítva.
A kettő közvetlen vagy közvetett egysége. Egymást közvetlen kizárják: a munkás a tőkést és megfordítva a maga nem létezésének tudja: mindegyik igyekszik elragadni a másiktól a létezését.
Mindegyik ellentéte önmagával szemben. Tőke = felhalmozott munka = munka. Mint ilyen szétesik önmagára és kamataira, mint az utóbbi megint kamatokra és nyereségre. A tőkés maradéktalan feláldozása. Belehullik a munkásosztályba, mint ahogy a munkás - de csak kivételesen - tőkéssé lesz. Munka mint a tőke mozzanata, költsége. Ily módon a munkabér a tőke által hozott áldozat.
A munka szétesik önmagára és a munkabérre. A munkás maga is tőke, áru.
Ellenséges kölcsönös ellentét." 
A dialektikus logika súlyának megőrzése részben elméleti harc kérdése, részben analóg módon úgy fogható fel, mint a művészetben a realizmus diadala. (Lukács Balzacról.) A marxista felfogás szerint objektív társadalmi törvény, hogy az emberi gondolkodás, illetve ennek fejlődése a természeti és a társadalmi környezet előrehaladásával együtt mozog. A folyamat bonyolultságára utal, hogy a differenciált társadalmi fejlődésen belül igenis lehetséges a markáns partikuláris visszafejlődés, amely a tudomány- és dialektikaellenes tendenciákat erősíti fel. (V.ö. Lukács György Az Ész trónfosztása.) Másfelől pedig a tapasztalati észleléseket mind nehezebb lesz elvonatkoztatás révén egzakt törvényekké lepárolni. A dialektikus logika érvényessége azonban mindenképpen megmarad, mert bármely egzakt törvényt előbb-utóbb vissza kell vezetni valóságos létezőkre, létező összefüggésekre, tehát be kell járni a szemléleti konkréttól a gyakorlati konkrét leképezéséhez vezető folyamatot.
A dialektikus logika érvényre jutásakor figyelembe kell venni, hogy a létező társadalmi rendszerek, jelen esetben a világuralmi helyzetben lévő kapitalizmus (imperializmus), a társadalomtudományok területén is konkrét megoldandó feladatokkal küzd, a korábbi elvárásokkal szemben pusztulása beláthatatlan időre tolódott ki, tehát a polgárság még sokáig megőrzi haladó vonásainak jelentős részét, belső ellentmondásai azonban a valóság működésének alaptörvénye szerint megszüntethetetlenek, vagyis a polgári társadalom önpusztító folyamatai is érvényesülnek, a belső ellentmondások kikényszerítik a dialektikus logika értékeinek látens vagy nyílt figyelembe vételét. Marx a Tőke 1873-as bevezetőjében ezt igen karcosan így mondja: "A tőkés társadalom ellentmondásos mozgása a gyakorlati burzsoáziával a legerősebben a modern ipar befutotta periodikus ciklus viszontagságaiban érezteti magát, amelyeknek csúcspontja - az általános válság. A válság ismét közeledik, bár még csak előkészítő szakaszában van, és színtere kiterjedtségével, hatása intenzitásával még az új szent porosz-német birodalom szerencsefiainak fejébe is beleveri majd a dialektikát." (23. o.)

## Története
A dialektikus logikának, mint a gondolkodás "öntudatra ébredésének" (s ugyanakkor a filozófia elhalásának) a mozgása szorosan összefügg a tudomány társadalmi helyzetének alakulásával. Ebben az értelemben a tudományos gondolkodással szemben támasztott esetleges politikai (hatalmi szempontú, ideologikus) elvárások tulajdonképpen megbéníthatják adott társadalmi rendszer filozófusainak tevékenységét, amennyiben a dialektikus gondolkodás, mint olyan valóságos ellentmondásaiban ábrázolná a tudomány eredményeit, a társadalmi jelenségeket. A szocializmus története során dialektikus logika (dialektikus materializmus) címén olyan elméletek születtek, amelyek a konstruált és a diktatúra eszközeivel fenntartott társadalmi szituációt, minden különösebb vizsgálat nélkül az igazság kritériumának tekintették és a logikai szabályokat megpróbálták a direkt társadalomirányítás, a később tarthatatlannak bizonyult államszocializmus igazolásaként alkalmazni. Lenin például, aki a forradalom előtt a dialektikus materializmussal összeegyeztethetetlennek tartotta az elfogulatlan valóságszemléletet - természetesen marxista alapokon, a forradalom után már kevésbé örült, ha ugyanennek a materializmusnak a szellemében a proletárdiktatúrát valóságos kritikai elemzés tárgyává tették, lényegi - létével együtt tételezendő ellentmondásaira rámutattak. Még rosszabb lett a helyzet az ún. "személyi kultusz" időszakában. A tudománytalan, közvetlen politikai motivációjú megközelítés szinte teljesen hiteltelenné tette a filozófiának a vonatkozó ágát, a materialista ismeretelméletet. már csak azért is, mert a valóságos társadalmi viszonyok feltárása politikai cenzúra alá esett. A dialektikus materializmus az államfenntartás ideológiai segédtudománya, mondhatni az államrezon szolgálólánya lett. Egészében véve nem lehet kérdéses, hogy az államszocialista idealizmus és középszerű empirizmus, a direkt alkalmazhatóság, mint kritérium, a szofisztika összefüggésben áll a szocialista termelési viszonyok súlyos fejlődési ellentmondásaival. Az empirikus konkrét és a konkrét összefoglalása közötti folyamat megszakadt. A gondolat megjelenik Engelsnél is, aki így ír: "A világrendszer minden gondolati képmását objektíve a történelmi helyzet, szubjektíve szerzőjének testi és szellemi alkata ténylegesen korlátozza és korlátozni fogja." (Uo.) Idekívánkozik, hogy a maoista Kína teoretikusai már a hruscsovi Szovjetuniót is a burzsoá ideológiának tett túlzott és elfogadhatatlan engedményekkel vádolták, amennyiben ott teret engedtek a formális logikának. Másképpen, a maoista ideológusok szerint az ő dialektikus logikájuk az igazi marxista-leninista logika, a szovjet filozófusoké pedig antimarxista.  A kínai történelem Mao utáni fejlődése denunciálta az állítólagos kínai marxizmust. Messzemenően nem az volt a szocializmus legnagyobb baja, hogy "engedményeket tett" a kapitalista társadalmaknak, a burzsoá ideológiának. A Sztálin utáni viszonylag szabadabb időszakban. amikor is a szocializmus kevésbé tekintette a társadalmi rendszert ab ovo proletárdiktatúrának, az állam elhalása pedig lekerült a napirendről, s ezzel együtt a reformfolyamatok hol beindultak, hol megakadtak, számtalan "marxista" szerző magára a szocializmusra továbbra sem volt képes alkalmazni sem elméletileg, sem gyakorlatilag a dialektikus logika (a dialektikus materializmus objektív) törvényeit, azaz kizártnak tartották, hogy a szocializmus (a Szovjetunióban a kommunizmus) "építése" egyben a társadalmi rendszer önpusztítása is kell hogy legyen, hogy a rendszer felszámolhatja önmagát - leginkább abban az országban, amely világra szóló forradalmi hagyományokkal rendelkezett. Holott ebben a vonatkozásban már a Gazdasági-filozófiai kéziratokban "vérfagyasztó" utalásokat találunk, amelyeket a szocialista (a kommunizmust építő) rendszer ideológusainak illett volna tudomásul venni. A vonatkozó fejtegetésekben Marx a dialektikus logika nyomvonalán halad. Az utalásokat azért is nevezhetjük vérfagyasztóknak, mert a dialektikus logika egyben a nyers kommunizmus későbbi emberellenes tulajdonságait is feltárja a filozófia, a dialektikus logika nyelvén. "A kommunizmus végül a megszüntetett magántulajdon pozitív kifejeződése, először is az általános magántulajdon. Amikor a kommunizmus ezt a viszonyt általánosságban fogja meg, 1. első alakjában csak annak általánosítása és kiteljesedése, mint ilyen kettős alakban mutatkozik meg: Először a dologi tulajdon uralma oly nagy vele szemben, hogy mindent meg akar semmisíteni, ami nem alkalmas arra, hogy magántulajdonként mindenki birtokolhassa, erőszakos módon el akar vonatkoztatni tehetségtől stb. A fizikai közvetlen birtoklás számít a szemében az élet és létezés egyetlen céljának, a munkás meghatározását nem szüntetik meg, hanem minden emberre kiterjesztik, a magántulajdon viszonya marad a közösség viszonya a világhoz..."  Kicsit később pedig ez áll, szintén hegeli modorban: "2. A kommunizmus a. még politikai természetű, demokratikus vagy despotikus, b.) az állam megszüntetésével, de egyszersmind még ki nem teljesedett, és még mindig a magántulajdonnal, azaz az ember elidegenülésével terhelt lényeg... amennyiben (pedig) még nem ragadta meg a magántulajdon pozitív lényegét, és éppoly kevéssé értette meg a szükséglet emberi természetét, még annak (a magántulajdonnak) foglya és attól fertőzött is. Bár a magántulajdon fogalmát megragadta, de a lényegét még nem."  A dialektikus logika szempontjából a lényeg, amely tartalmi logikának is nevezi magát, teljesen világos, hogy logika és tartalom elválaszthatatlanok, s ez különösen látszik a szöveg vázlatos jellege miatt.
A dialektikus logika ismertebb művelői nálunk Fogarasi Béla és Erdei László voltak, s habár kifejezetten logikai tárgyú művel nem írt, mégis a legjelesebb filozófusnak, illetve a marxi gondolkodás továbbvivőjének Lukács Györgyöt, illetve a budapesti Lukács-iskola képviselőit kell tekintenünk, még ha az idő esetleg nézeteiken túlhaladt, vagy pedig ők maguk korábbi álláspontjukat részben vagy teljesen megtagadták.